# Funazushi
Il funazushi (in giapponese: 鮒寿司 funasushi che significa sushi di Carassio) è un sushi tipico della zona del lago Biwa nella parte centrale dell'isola di Honshū. Esso tuttora è preparato solo dalla famiglia Kitamura dal 1619: il pesce utilizzato per il funazushi è il funa (carassio) ed è essenzialmente pesce decomposto per 8 anni. 
La preparazione è divisa in diverse fasi:
- dal carassio dopo esser stato pescato vengono tolte tutte le interiora, le uova vengono lasciate dentro il pesce;
- il pesce è messo in barili ricoperti di riso e messo a fermentare per 3 o 4 anni, ogni anno viene cambiato il riso;
- il pesce dopo 4 anni è tolto dal riso e messo ad essiccare per una giornata;
- dopo l'essiccatura viene ricoperto di sale e messo sotto sale per altri 4 anni.

## Storia
L'antenato del funazushi, il narezushi arrivò dalla Cina in Giappone intorno al 1000 e si diffuse nella zona dei laghi, soprattutto intorno al lago Biwa dato che era utilizzato per avere cibo durante l'inverno. Il piatto è apparso in una puntata del programma Orrori da gustare di Andrew Zimmern.

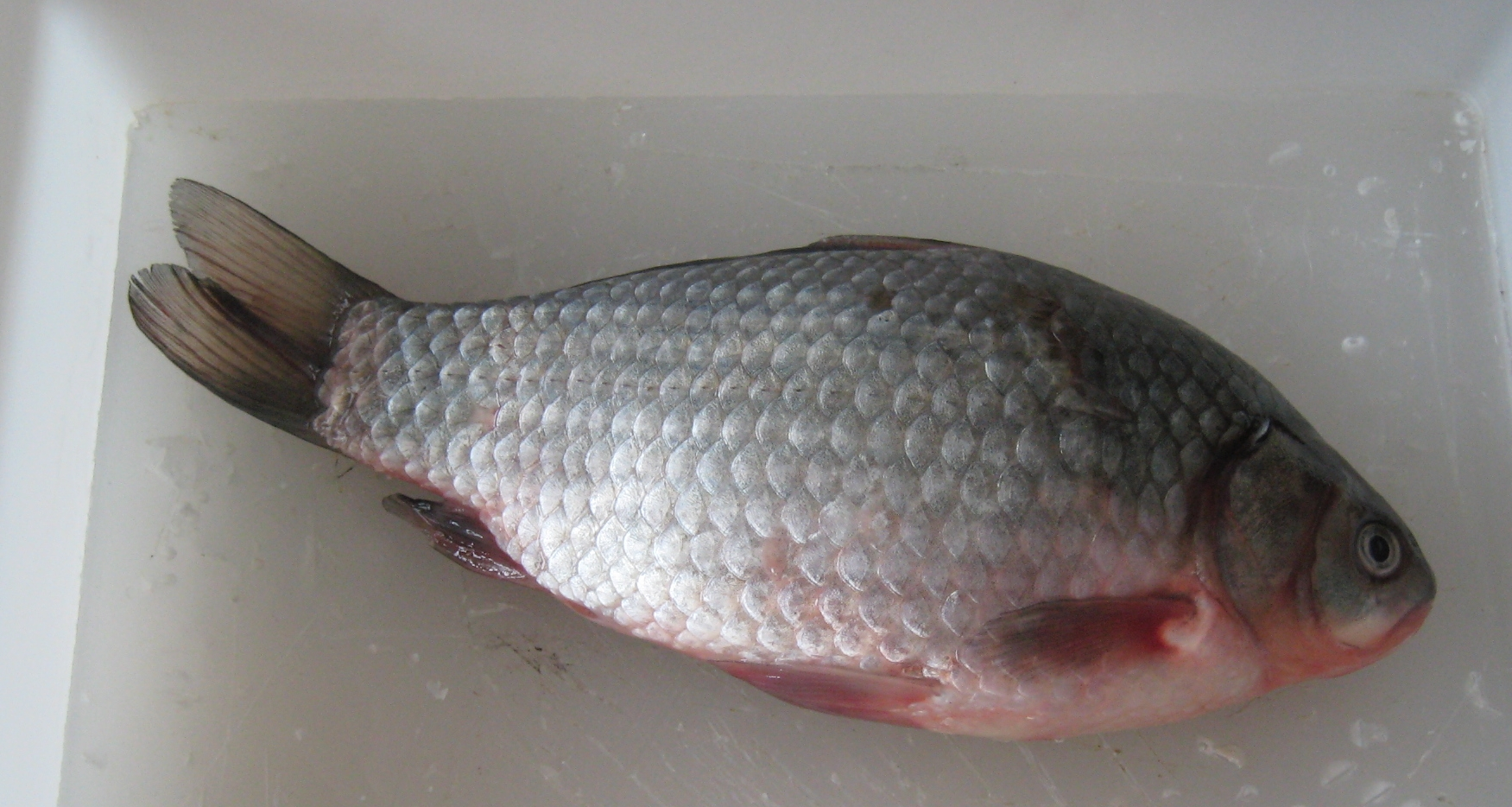
Il carassio, il pesce utilizzato per la preparazione del funazushi

## Piatti simili
- kæst skata
- Hákarl
- Surströmming
- Pla Raa